# Gwendoline Hamon
Gwendoline Hamonová (*27. srpna 1970 Saint-Mandé Francie), je francouzská filmová, televizní a divadelní herečka. Je vnučkou dramatika Jeana Anouilha.

## Životopis
Narodila se v Boulogne-Billancourt v departmentu Hauts-de-Seine, který je součástí regionu Île-de-France. Část svého dětství prožila v západoafrickém Senegalu. Když jí bylo 8 let, její rodiče se rozešli a Gwendoline se s matkou vrátila do Francie.
Divadlo objevila díky své babičce, herečce a režisérce Nicole Anouilhové, která ji brala každý týden na divadelní představení.
Svoji divadelní kariéru zahájila Gwendoline Hamonová v roce 1990 v Molièrově Lakomci, poté hrála ve hrách svého dědečka Jeana Anouilha pod režijním vedením Patrice Leconta a Jean-Clauda Brialyho, ale též v řadě her autorů jako Oscar Wilde, Marcel Achard, René de Obaldia a další. V roce 2000 byla za výkon v Guitryho Novém zákonu nominována na Molièrovu cenu za divadelní objev roku.
Ve stejné době se začala objevovat i v různých televizních seriálech (např. Nestor Burma či Julie Lescautová) a televizních filmech. V roce 2006 se stala moderátorkou pořadu Gwendoline, asistentka hvězd na TV kanálu Téva. Od roku 2013 působí i v rozhlase.
Poté co společně s hercem a režisérem Alainem Fromagerem režírovala dědečkovu hru Cestovatel be zavazadel (Le Voyageur sans bagage), napsala v roce 2014 svůj první román Bohové jsou krávy, v němž se vyrovnává s rakovinou své matky.
Od roku 2015 hraje Gwendoline Hamonová komisařku Florence Cassandreovou v televizním seriálu Komisařka Florence po boku Alexandra Vargy a Dominiquea Pinona. Bylo to poprvé, kdy se stala hlavní postavou seriálu.
Gwendoline Hamonová je kmotrou sdružení IMAGYN neboli Sdružení pacientek s gynekologickým karcinomem a jejich příbuzných, které se snaží zvyšovat povědomí o gynekologických nádorech.

## Osobní život
V roce 2006 se provdala za Frédérika Diefenthala, s nímž má syna Gabriela. Pár se rozešel v roce 2013.

## Filmografie

### Filmy
- 2004 L'Incruste, fallait pas le laisser entrer!, režie Alexandre Castagnetti
- 2004 Plat du jour, režie Sophie Boudre
- 2005 Le Piège, režie Alix Delaporte
- 2005 Un truc dans le genre, režie Alexandre Ciolek
- 2005 Voisins, voisines, režie Malik Chibane
- 2008 Nehanebné lásky Françoise Sagan (Sagan), režie Diane Kurys – Suzanne Quoirez
- 2009 Erreur de la banque en votre faveur, režie Michel Munz a Gérard Bitton
- 2009 Za všechno může má matka (Quelque chose à te dire), režie Cécile Telerman – Valérie de Parentis
- 2012 Co kdybychom žili společně? (Et si on vivait tous ensemble?), režie Stéphane Robelin – Sabine
- 2015 Une famille à louer, režie Jean-Pierre Améris
- 2016 Blind Sun, režie Joyce Nashawati
- 2018 Milosrdné lži 2 (Nous finirons ensemble), režie Guillaume Canet – Géraldine
- 2021 Un petit miracle, režie Sophie Boudre
- 2022 Jízda s Madeleine (Une belle course), režie Christian Carion – Denise

### TV filmy
1. 1992 Les Noces de carton, režie Pierre Sisser
2. 1993 Garde à vue, režie Marco Poly
3. 1997 La Dame aux camélias, režie Jean-Claude Brialy
4. 1997 Marceeel!!!, režie Agnès Delarive
5. 2000 Villa mon rêve, režie Didier Grousset
6. 2001 Madame Sans-Gêne, režie Philippe de Broca
7. 2002 On ne choisit pas sa famille, režie François Luciani
8. 2002 Rien ne va plus, režie Michel Sibra
9. 2003 Père et Maire, režie Philippe Monnier
10. 2003 Avocats et Associés, režie Patrice Martineau
11. 2003 Une Amie en or, režie Éric Woreth
12. 2004 2013: La Fin du pétrole, režie Stéphane Meunier
13. 2005 Rose et Val, režie Christian Bonnet
14. 2005 Mado, režie François Luciani
15. 2006 Le Fantôme de mon ex, režie Charlotte Brändström
16. 2007 Les Cerfs-volants, režie Jérôme Cornuau
17. 2008 Facteur chance, režie Julien Seri
18. 2009 Juste un peu d'@mour, režie Nicolas Herdt
19. 2009 Za všechno může má matka (Quelque chose à te dire), režie Cécile Telerman
20. 2010 Le Pot de colle, režie Julien Seri
21. 2010 Un divorce de chien, režie Lorraine Lévy
22. 2012 Chlap na hlídání (Un homme au pair), režie Laurent Dussaux
23. 2013 J'adore ma vie, režie Stéphane Kurc
24. 2014 Mes grands-mères et moi, režie Thierry Binisti
25. 2015 Une mère en trop, režie Thierry Petit
26. 2015 Rodina k pronájmu (Une famille à louer), režie Jean-Pierre Améris
27. 2022 Maman, ne me laisse pas m'endormir, režie Sylvie Testud
28. 2022 L'Impasse, režie Delphine Lemoine
29. 2022 Jízda s Madeleine (Une belle course), režie Christian Carion
30. 2024 Rien ne t'efface, režie Jérôme Cornuau

### TV seriály
1. 1994, Epizoda Adeline et le commissaire seriálu Extrême Limite, režie Didier Albert
2. 1996 Epizoda Le Petit Juge seriálu Les Cordier, juge et flic, režie Gilles Béhat
3. 1997 Epizoda Les affaires reprennent seriálu Nestor Burma, režie Philippe Venault
4. 1998 Epizody Bande de filles a La Traque seriálu Marc Eliot, režie Joyce Buñuel
5. 1999 Epizoda Smrt v továrně seriálu Julie Lescautová, režie Gilles Béhat – paní Julliardová
6. 1999 Epizoda Le Forcené seriálu B.R.I.G.A.D., režie Marc Angelo
7. 1999–2000 Eva Mag, režie C. Courtois, A. Saxe, A. Bourry – Adeline
8. 2000 Un gars, une fille, režie Guy A. Lepage, 2. řada – Suzanne
9. 2001 Epizoda Zéro pointé seriálu Navarro, režie Patrick Jamain
10. 2001 Epizoda Une histoire de permis seriálu H, režie Frédéric Berthe
11. 2006 David Nolande, režie Nicolas Cuche
12. 2006 Tombé du ciel, režie Stéphane Kappes
13. 2007–2011 Flics, režie Nicolas Cuche
14. 2010–2011 Les Virtuoses, režie Claude-Michel Rome – Alice Grant
15. 2013 Epizoda Destins Croisés seriálu Profil zločinu (Profilage)
16. 2015 – dosud Komisařka Florence (Cassandre), režie Mathieu Masmondet a Bruno Lecigne – komisařka Florence Cassandreová
17. 2015 Epizoda Le grand saut seriálu Caïn
18. 2017 Epizoda Résonances seriálu Nina
19. 2018 Epizoda Vraždy v Haute-Savoie (Meurtres en Haute-Savoie) seriálu Stíny smrti (Meurtres à...), režie René Manzor – Claire Garibaldiová
20. 2019 Epizoda Pour l'Eternité seriálu Crimes parfaits
21. 2020 Grand Hôtel, režie Yann Samuell a Jérémy Minui – Françoise Marchand
22. 2021 Une si longue nuit, režie Jérémy Minui – Céline Jourdain